# Deadlock (film)
Deadlock is een Amerikaanse actiefilm uit 2021, geregisseerd door Jared Cohn. De hoofdrollen worden vertolkt door Patrick Muldoon en Bruce Willis.

## Verhaal
Ron Whitlock (Bruce Willis), een gezochte crimineel, wil wraak nemen op de rechercheurs die hij verantwoordelijk acht voor de dood van een zoon en de arrestatie van een andere zoon tijdens een mislukte drugsvangst. Samen met een groep huurlingen neemt hij de controle over een waterkrachtcentrale over en houdt iedereen binnen gegijzeld. Hij dreigt ermee de dam te saboteren waardoor de omliggende steden en dorpen overspoeld zullen worden. Mack Karr (Patrick Muldoon), een voormalig soldaat die in de centrale werkt, neemt het op tegen de huurlingen om een ramp te voorkomen.

## Rolverdeling
| Acteur             | Personage             |
| ------------------ | --------------------- |
| Bruce Willis       | Ron Whitlock          |
| Patrick Muldoon    | Mack Karr             |
| Matthew Marsden    | Boone                 |
| Michael DeVorzon   | Smith                 |
| Stephen Sepher     | Gator                 |
| Ava Paloma         | Sophia                |
| Kelcey Rose Weimer | Paula Fulbright       |
| Chris Cleveland    | rechercheur Fulbright |
| Douglas Matthews   | Tommy Blaylock        |
| Kelly Reiter       | Amy Rakestraw         |
| Johnny Messner     | Cranbrook             |

## Release en ontvangst
Deadlock werd op 3 december 2021 in de Verenigde Staten uitgebracht door Saban Films. De film bracht wereldwijd slechts $12,473 op.
Op Rotten Tomatoes heeft Deadlock een publieksscore van 10%, met een gemiddelde waardering van 3/10.

## Trivia
- De opnames van de film vonden plaats in de buurt van Warwick in Georgia en werden in februari 2021 afgerond.[3]
- Bruce Willis kreeg voor zijn optreden in deze film, net zoals voor alle films waar hij in 2021 verscheen, een Raspberry-nominatie in de categorie "Slechtste optreden door Bruce Willis in een film uit 2021". De categorie werd later ingetrokken nadat hij zijn pensionering aankondigde vanwege afasie.[4][5]